# Baseball aux Jeux olympiques d'été de 1984
Navigation
Édition suivante
Le tournoi de démonstration de baseball des Jeux olympiques d'été de 1984 s'est disputé du 31 juillet au 7 août 1984 à Los Angeles. Les rencontres ont eu lieu au Dodger Stadium.

C'est la première fois que le baseball est intégré comme sport de démonstration aux Jeux olympiques. Des rencontres exhibition avaient été jouées en 1912, 1936, 1952, 1956 et 1964.

## Équipes participantes
| Pays             | Critère de qualification                                                                          |
| ---------------- | ------------------------------------------------------------------------------------------------- |
| Canada           | Invité par l'IBAF en remplacement de Cuba                                                         |
| Rép. dominicaine | 4e aux Jeux Panaméricains 1983 Vainqueur d'un barrage contre le vice-champion d'Europe (Pays-Bas) |
| Corée du Sud     | Vainqueur de la coupe du monde de baseball 1982                                                   |
| États-Unis       | Pays organisateur                                                                                 |
| Japon            | Vice-champion d'Asie 1983                                                                         |
| Italie           | Champion d'Europe 1983                                                                            |
| Nicaragua        | 2e aux Jeux Panaméricains 1983                                                                    |
| Taïwan           | Champion d'Asie 1987                                                                              |

Cuba, 1er aux Jeux Panaméricains 1983, a refusé de participer au tournoi et a été remplacé par l'équipe du Canada.

## Format du tournoi
Les huit équipes participantes sont divisées en deux groupes de quatre pour le tour préliminaire. Dans chaque groupe, les équipes jouent chacune contre les trois autres. Les deux premières équipes de chaque groupe se qualifient pour les demi-finales (1er du groupe contre le 2e de l'autre groupe).
Les vainqueurs des demi-finales jouent pour les médailles d'or et d'argent en finale, alors que les perdants se disputent la médaille de bronze.
Le tournoi est ouvert uniquement aux joueurs amateurs. Les équipes sont limitées à 20 joueurs.
L'utilisation de battes en aluminium est autorisée. Si une équipe a plus de dix points d'avance pendant ou après la 7e manche, la rencontre est terminée (mercy rule).

## Classement final
1.  Japon
2.  États-Unis
3.  Taïwan
4.  Corée du Sud
5.  Italie
6.  Nicaragua
7.  Canada
8.  Rép. dominicaine

## Résultats

### Tour préliminaire

#### Division blanche
| Date       | Recevant               | Visiteur               | Score         |
| ---------- | ---------------------- | ---------------------- | ------------- |
| 31 juillet | République dominicaine | Italie                 | 7 - 10        |
| 31 juillet | États-Unis             | Taiwan                 | 2 - 1         |
| 2 août     | Taiwan                 | République dominicaine | 13 - 1        |
| 2 août     | Italie                 | États-Unis             | 1 - 16        |
| 4 août     | États-Unis             | République dominicaine | 12 - 0 (8 m.) |
| 4 août     | Taiwan                 | Italie                 | 10 - 0        |

Classement
| Pl. | Équipe           | J | V | D | PM | PC | %     |
| --- | ---------------- | - | - | - | -- | -- | ----- |
| 1   | États-Unis       | 3 | 3 | 0 | 30 | 2  | 1.000 |
| 2   | Taïwan           | 3 | 2 | 1 | 24 | 3  | .666  |
| 3   | Italie           | 3 | 1 | 2 | 11 | 33 | .333  |
| 4   | Rép. dominicaine | 3 | 0 | 3 | 8  | 35 | .000  |

J : rencontres jouées, V : victoires, D : défaites, PM : points marqués, PC : points concédés, % : pourcentage de victoire.
Les deux premières équipes (États-Unis et Taiwan) sont qualifiées pour les demi-finales.

#### Division bleue
| Date     | Recevant     | Visiteur     | Score         |
| -------- | ------------ | ------------ | ------------- |
| 1er août | Nicaragua    | Canada       | 4 - 3 (12 m.) |
| 1er août | Corée du Sud | Japon        | 0 - 2         |
| 3 août   | Canada       | Corée du Sud | 1 - 3         |
| 3 août   | Japon        | Nicaragua    | 19 - 1        |
| 5 août   | Japon        | Canada       | 4 - 6         |
| 5 août   | Corée du Sud | Nicaragua    | 7 - 6         |

Classement
| Pl. | Équipe       | J | V | D | PM | PC | %    |
| --- | ------------ | - | - | - | -- | -- | ---- |
| 1   | Japon        | 3 | 2 | 1 | 25 | 7  | .666 |
| 2   | Corée du Sud | 3 | 2 | 1 | 10 | 9  | .666 |
| 3   | Nicaragua    | 3 | 1 | 2 | 11 | 29 | .333 |
| 4   | Canada       | 3 | 1 | 2 | 10 | 11 | .333 |

J : rencontres jouées, V : victoires, D : défaites, PM : points marqués, PC : points concédés, % : pourcentage de victoire.
Les deux premières équipes (Japon et Corée du Sud) sont qualifiées pour les demi-finales. Le score du match entre les équipes à égalité est utilisé pour les départager. Le Japon devancent ainsi la Corée du Sud grâce à sa victoire 2-0.

### Demi-finales
| Date   | Recevant   | Visiteur     | Score |
| ------ | ---------- | ------------ | ----- |
| 6 août | Japon      | Taiwan       | 2 - 1 |
| 6 août | États-Unis | Corée du Sud | 5 - 2 |

### Rencontre pour la médaille de bronze
| Date   | Recevant     | Visiteur | Score |
| ------ | ------------ | -------- | ----- |
| 7 août | Corée du Sud | Taiwan   | 0 - 3 |

### Finale
| Date   | Recevant   | Visiteur | Score |
| ------ | ---------- | -------- | ----- |
| 7 août | États-Unis | Japon    | 3 - 6 |